# سيغيسموند (إمبراطور روماني مقدس)
سيغيسموند فون لوكسمبورغ (بالألمانية: Sigismund von Luxemburg) (14 فبراير 1368 - 9 ديسمبر 1437) كان الأمير المرشح من براندنبيرغ من  1378 حتى 1388 ومن 1411 حتى 1415، ملك المجر وكرواتيا في الفترة من 1387، ملك ألمانيا من 1411، ملك بوهيميا من 1419، ملك إيطاليا من 1431، والإمبراطور الروماني المقدس لمدة أربع سنوات من 1433 حتى 1437، وآخر رجل بقيَ من بيت لوكسمبورغ. كان مثقفا ثقافة عالية، مُجيدًا الكلامَ بعدة لغات، منها: الفرنسية، والألمانية، والمجرية، والإيطالية، واللاتينية.

## سيرته

### نشأته
ولد في نورنبرغ، كان سيغيسموند ابن الإمبراطور الروماني المقدس، كارل الرابع، من زوجته الرابعة، إليزابيث من كروا، حفيدة الملك كازيمير الثالث من بولندا، وحفيدة دوق ليتوانيا الأكبر، جيديميناس. كان اسمه بعد القديس سيغيسموند من بورجوندي، القديس الأب سيغيسموند المفضل.
في 1381، تم إرسال سيغيسموند البالغ من العمر 13 عاما إلى كراكوف من قبل أخيه الأكبر غير الشقيق والوصي فينسيسلاوس، ملك ألمانيا وبوهيميا، لتعلم البولندية وللتعرف على الأرض وشعبها. كما قدم الملك فينسيسلاوس له مقاطعة نويمارك لتسهيل عملية التواصل بين براندنبورغ وبولندا.

### ملك المجر
لدى وفاة والدها في العام 1382، أصبحت خطيبته ماري ملكة المجر، وتزوجها سيغيسموند سنة 1385 في زوليوم (تعرف اليوم باسم زفولن). في العام التالي، وافقت معاهدة غيور على تعيينه حاكمًا مستقبليًا مشاركًا لماري. إلا أن ماري اعتُقلت مع أمها، إليزابيث الوصية على البوسنة، في عام 1387 من قبل آل هوفارت المتمردين، المطران بول هورفات من ماتشفا، وأخوه جون هورفات، والأخ الأصغر لاديسلاف. شُنقت أم زوجة سيغيسموند، في حين تحررت ماري.
توّج سيغيسموند، الذي حصل على دعم طبقة النبلاء، ملكًا على المجر في سيكشفهيرفار في 31 مارس عام 1387. بعد أن جمع المال من خلال تعهده براندنبورغ لابن عمه جوبست من مورافيا (1388)، انخرط طيلة الأعوام التسعة التالية في صراع لم يهدأ من أجل حيازة ذلك العرش غير المستقر. في النهاية، ضعفت السلطة المركزية إلى الحد الذي جعل تحالف سيغيسموند مع رابطة كزيلي-غاراي القوية هو الوحيد القادر على ضمان حيازته على العرش. لم تكن الأسباب وراء مساعدة أحد رابطات البارونات في الوصول إلى السلطة أنانية بحتة: إذ اضطر سيغيسموند إلى الدفع من أجل الحصول على دعم النبلاء عبر تحويل جزء كبير من الممتلكات الملكية إليهم. (لسنوات عدة، حكم مجلس البارون البلاد تحت اسم التاج المقدس). أخذت استعادة سلطة الإدارة المركزية عقودًا حتى حدثت. كان القسم الأكبر من المدينة الذي ترأسته عائلة غاراي معه؛ إلا أنه في المقاطعات الجنوبية الواقعة بين السافا والدرافا، نادى الهرفاثيون، بتأييد من تفرتكو الأول ملك البوسنة، عم ماري، لادسلاو الأول ملك نابولي، ابن المقتول شارل الثاني ملك المجر. لم ينجح نيكولاس الثاني غاراي في قمعهم حتى عام 1395. توفيت ماري وهي حامل عام 1395.

لتخفيف الضغط الواقع من قبل النبلاء الهنغاريين، حاول سيغيسموند توظيف مستشارين أجانب، وهو أمر غير شائع، وكان عليه أن يعد بعدم منح أراضٍ ومناصب لغير النبلاء الهنغاريين. إلا أن ذلك لم ينطبق على ستيبور من ستيبوريتش، الذي كان أقرب صديق ومستشار لسيغيسموند. تعرض سيغيسموند للسجن في عدد من المناسبات من قبل كبار الشخصيات، إلا أنه كان يستعيد قوته بمساعدة جيوش غاراي وستيبور من ستيبوريتش.

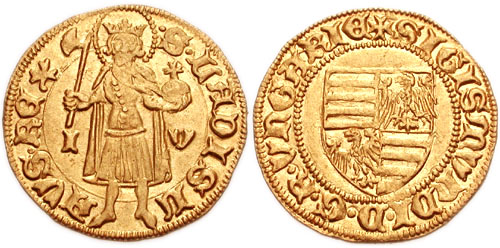
عملة ذهبية لسيغيسموند في المجر مع شارة الدرع (إلى اليمين)، وصورة الملك سانت لاديسلاوس الأول من المجر (يسار).

#### حملة نيكوبوليس الصليبية
في عام 1396، قاد سيغيسموند الجيوش الصليبية ضد الأتراك، الذين استغلوا ضعف المجر المؤقت لبسط سلطانهم على ضفاف الدانوب. كانت تلك الحملة، التي بشّر بها البابا بونيفاس التاسع، شهيرة جدًا في المجر. اندفع آلاف النبلاء إلى الراية الملكية، وتعززت أعدادهم بمتطوعين جاؤوا من كل أنحاء أوروبا تقريبًا. كان الفريق الأهم بينهم هو الفريق الفرنسي بقيادة جان الجسور، ابن فيليب الثاني، دوق بورغندي. انطلق سيغيسموند مع 90 ألف رجل و70 قادس (سفينة شراعية تعمل بالمجاديف). بعد الاستيلاء على فيدين، خيّم سيغيسموند مع جيوشه المجرية أمام قلعة نيقوبوليس. رفع السلطان بايزيد الأول الحصار عن القسطنطينية، وتمكن على رأس 140 ألف رجل من هزيمة القوات الصليبية في معركة نيقوبوليس التي دارت بين 25 و28 سبتمبر عام 1396. عاد سيغيسموند بحرًا وعبر مملكة زيتا، حيث أعطى لمونتينيغريون محلي، الملك دوراد الثاني بالسيك، جزيرتي هفار وكورزولا، لمقاومته الأتراك؛ عادت الجزيرتان إلى سيغيسموند بعد موت دورات في أبريل من العام 1403.

أثارت كارثة نيقوبوليس عددًا من الملوك الهنغاريين، ما أدى إلى زعزعة الاستقرار في المملكة. محرومًا من سلطته في المجر، حول سيغيسموند انتباهه نحو تأمين الخلافة في ألمانيا وبوهيميا، واعترف به أخوه غير الشقيق الذي ليس له أبناء فنتسل الرابع ملك بوهيميا بوصفه رئيس الشمامسة لكل الإمبراطورية. إلا أنه لم يستطع دعم فنتسل عندما أطيح به عام 1400، وانتخب روبرشت، بلاتين الانتخابات، ملكًا على ألمانيا عوضًا عنه.

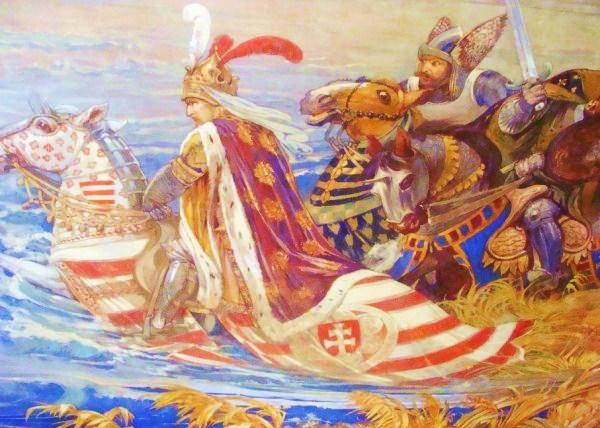
الملك سيغيسموند ملك المجر يولي دبره إلى نهر الدانوب ليهرب من العثمانيين مهزوماً في معركة نيقوپوليس في 1396م.
رسم فيرينك لور، القاعة الرئيسية لقلعة فاجا.

#### العودة إلى المجر
لدى عودته إلى المجر عام 1401، سجن سيغيسموند مرة واحدة وخلع مرتين. في عام 1401، ساعد سيغيسموند في اندلاع انتفاضة ضد فنتسل الرابع، التي ألقي فيها القبض على ملك بوهيميا، وحكم سيغيسموند بوهيميا لتسعة عشر شهرًا. أطلق سراحه عام 1403. في ذلك الوقت، أقسمت مجموعة من الهنغاريين النبلاء الولاء لآخر ملك لأنجو، لادسلاو الأول ملك نابولي، واضعين أيديهم على رفات القديس لادسلاو من المجر في ناجيفاراد (أوراديا اليوم). كان لادسلاو ابن شارل الثاني ملك المجر، وبالتالي فهو ذو قرابة بعيدة بالملك لويس الأول ملك المجر الذي قضى نحبه منذ وقت طويل. استولى لادسلاو على زارا (زادار اليوم) عام 1403، لكنه سرعان ما أوقف أي تقدم عسكري. أدى ذلك النزاع بدوره إلى حرب مع جمهورية البندقية، إذ باع لاديسلاو المدن الدلماسية إلى البنادقة بـ100 ألف دوكة قبل مغادرته أرضه. في السنوات التالية، أحبط سيغيسموند بشكل غير مباشر مساعي لادسلاو باحتلال إيطاليا الوسطى، عبر التحالف مع المدن الايطالية المقاومة له وبممارسة الضغط الدبلوماسي عليه.
بسبب غيابه المتكرر عن حضور الأعمال في الدول الأخرى خلال فترة حكمه، اضطر إلى مراجعة المجلس التشريعي في المجر بوتيرة أكثر من سابقيه وإنشاء مكتب إدارة البلاتين في أثناء غيابه. في عام 1404، أصدر سيغيسموند «بلاسيتوم ريجيوم». وفقًا لذلك المرسوم، لم يكن من الممكن إعلان المراسيم البابوية في المجر دون موافقة الملك.
خلال فترة حكمه الطويلة، أصبحت قلعة بودا الملكية على الأرجح أكبر قصر قوطي يعود لأواخر العصور الوسطى.

#### ملك كرواتيا

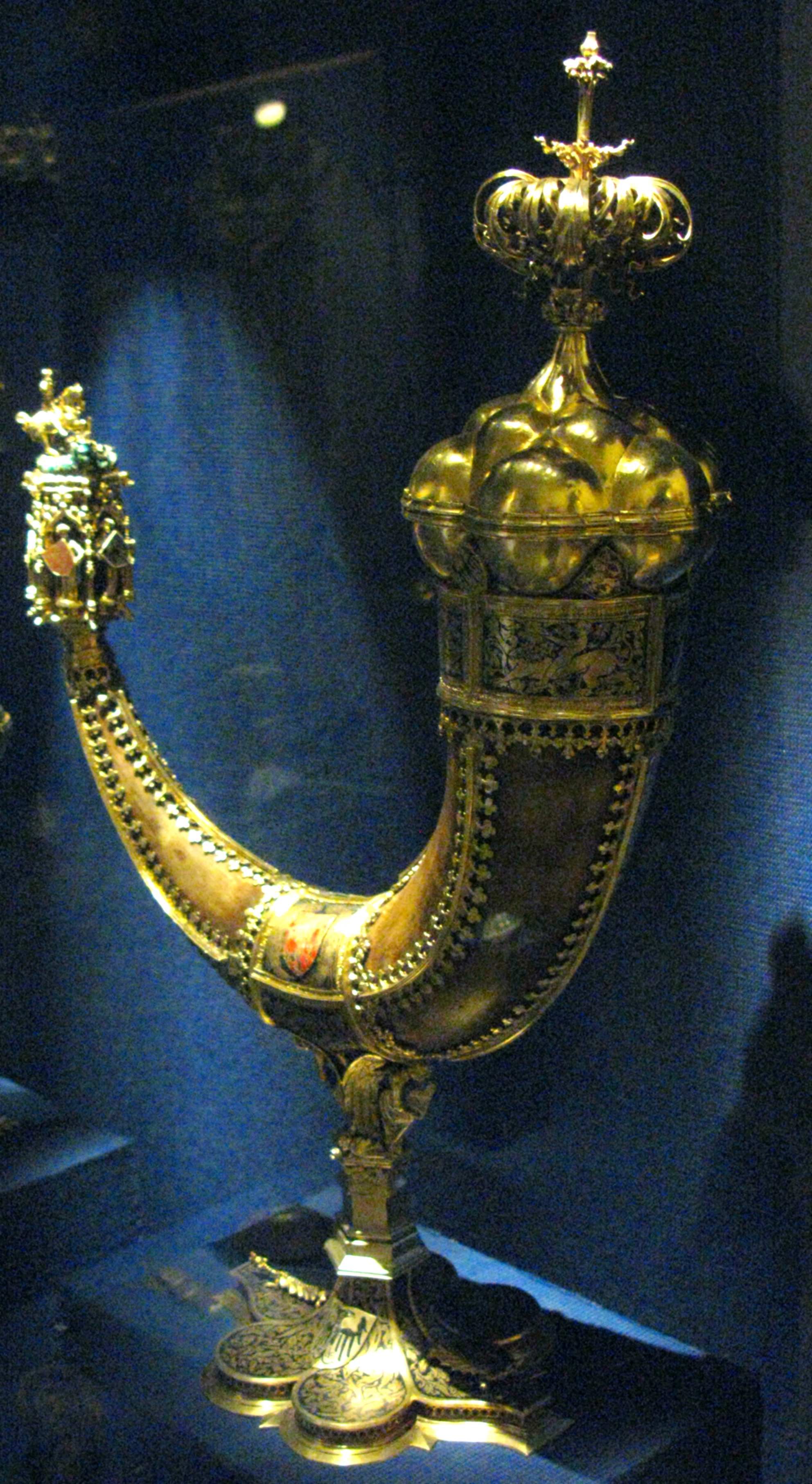
القرن المستخدم للشرب لسيغيسموند من لوكسمبورغ، قبل 1408

في حوالي العام 1406، تزوج سيغيسموند من باربرا دي تسليه، ابنه هيرمان الثاني كونت تسليه. كانت أم هيرمان كاتارينا كوترومانيش (من عائلة كوترومانياك) وأم ماري الملكة إليزابيث (إليزابيث ملكة البوسنة) شقيقات، أو بنات عم جرى تبنيهن. كان تفرتكو ابن عمهم الأول وشقيقهم بالتبني، وربما كان من الواضع أنه أصبح وريث الملكة ماري. قُتل تفرتكو في عام 1391 بأمر من سيغيسموند.[بحاجة لمصدر]
تمكن سيغيسموند من فرض سيطرته في سلافونيا. لم يتردد في استخدام أساليب العنف (انظر جلسة البرلمان الدموية)، إلا أن سيطرته كانت ضعيفة من نهر سافا إلى الجنوب. قاد سيغيسموند شخصيًا جيشًا مكونًا من 50 ألف «صليبي» ضد البوسنيين، توجت بمعركة دوبور عام 1408، وهي مجزرة راح ضحيتها نحو 200 عائلة نبيلة.

#### تملكاته في صربيا
مهددًا من قبل التوسع العثماني، تمكن الملك سيغيسموند من من تعزيز أمن الحدود المجرية الجنوبية عبر الخوض في تحالف دفاعي مع الصربي ستيفان لازارفيش ملك صربيا. في عام 1403، مُنحت الممتلكات المجرية في المناطق الشمالية الغربية من صربيا (مدينة بلغراد وبانات ماكسو) للطاغية ستيفان، الذي تعهد بولائه للملك سيغيسموند، ليبقى تابعًا مخلصًا للملوك حتى وفاته سنة 1427. أعلن خليفة ستيفان في صربيا جورج برانكوفيتش عن ولائه لسيغيسموند أيضًا، معيدًا بلغراد إلى الملك. بالحفاظ على علاقات وثيقة مع الحكام الصرب، نجح سيغيسموند في تأمين الحدود الجنوبية لمملكته.

#### وسام التنين
أحدث سيغيسموند نظامه الشخصي للفرسان، وسام التنين، بعد الفوز في دوبور. كان الهدف الرئيسي من هذا التنظيم محاربة الدولة العثمانية. كان أغلب أعضاء هذا التنظيم من حلفائه السياسيين وأنصاره. وكان الأعضاء الرئيسيون هم نيكولاس الثاني غاراي، وهيرمان الثاني ملك تسليه، وستيبور من ستيبوريتش، وبيبو سبانو. أصبحت أهم ملوك أوروبا أعضاء في هذا التنظيم. شجع على التجارة الدولية عبر إلغاء الرسوم الداخلية، وتنظيم الرسوم الجمركية على السلع الاجنبية، وتوحيد معايير الأوزان في جميع أنحاء البلاد.